# Frisbee (álbum de Boom Boom Kid)
Frisbee es el sexto álbum de la banda Boom Boom Kid y decimotercero del músico Carlos Rodríguez publicado en 2009.
La idea surge de un frisbee, juego que acompañaba a la banda en sus giras y con el que jugaban luego de sus recitales. El disco en su primera edición fue presentado en un verdadero frisbee que porta el CD, en una edición limitada de color amarillo flúor, con un cartón multicolor y acompañado de un gran póster con todas las letras.
Se presenta con canciones en español e inglés, 35 en total. El disco fue con una entrada para la presentación del recital, que no se conseguía por separado.

## Lista de canciones
1. Frisbee
2. Bienvenido al club
3. El anhelo
4. Sólo mis gatos me comprenden... así que sayonara, adiós
5. Del absoluto vacío surge este capricho
6. Y el hospice burning
7. Por argentinito
8. Pon tu corazón en la música
9. La espina
10. Lo único feo es no tener porque vivir
11. El ex
12. Cómo empezar... el después
13. ¿Por qué te lo haces tan difícil?
14. Amor loco
15. Moskitamuerta
16. Lobito de caucho
17. Cadáver de ninio
18. Uretano
19. Ábrete Sésamo
20. Vuelo nocturno
21. Entre nos...
22. ¿Por qué caer tan bajo si todas las puertas se abren sin maldad?
23. Dee-Dee Dudas?
24. El gatito Luna
25. Fuck you Nazi Rockabilly Teenage
26. El hombre gato
27. El tirapatas
28. Rapocappo
29. Crayones nada trendy
30. Por una vez presente vuélvete absoluto
31. Where's my pure cotton, dad?
32. La carrera dislocada entre el actor y su musa
33. El instigador
34. Publicalo, ¡Pero ya!
35. Y no me trates mal